# 9396 Yamaneakisato
A 9396 Yamaneakisato (ideiglenes jelöléssel 1994 QT) a Naprendszer kisbolygóövében található aszteroida. Takao Kobayashi fedezte fel 1994. augusztus 17-én.